# 马怀德
马怀德（1965年10月—），男，青海循化人，中华人民共和国法学家、教育家。

## 生平
1984年，毕业于北京大学法律系。1987年6月加入中国共产党。1991年，获得中国政法大学行政法硕士。1993年获得行政法博士学位，也是中国首位行政法博士获得者。之后留校任职，并参与起草《中华人民共和国国家赔偿法》、《行政处罚法》、《立法法》、《行政许可法》等法律。2005年，获得第四届“十大杰出青年法学家”称号。2019年5月22日，出任中国政法大学校长、党委副书记。